# Le Songe d'un ennui d'été
Le Songe d'un ennui d'été (France) ou Le monde est moins stone (Québec) (A Midsummer's Nice Dreams) est le 16e épisode de la saison 22 de la série télévisée Les Simpson.

## Synopsis
Toute la ville est excitée quand Cheech et Chong (un duo comique qui a fait beaucoup de chansons humoristiques) annoncent qu'ils vont se reformer et qu'ils passeront par Springfield pour leur tournée tant attendue. Mais pendant la représentation, Chong est consterné de voir que le public connaît toutes ses répliques. Lassé, il annonce à son partenaire qu'il veut mettre fin à leur collaboration et quitte la scène. Pour sauver le spectacle, Homer décide de le remplacer. Il entre sur scène et déclame toutes les phrases cultes de Chong par cœur.
Impressionné, Cheech demande à Homer de faire une tournée avec lui sous le nom de Cheech et Chunk tandis que Chong forme un nouveau duo comique plus ambitieux avec le Principal Skinner sous le pseudonyme de Teach et Chong.
Pendant que son mari est en tournée, Marge essaye d'aider la folle aux chats à résoudre son problème d'accumulation d'objets. Seulement, en faisant ça, Marge ne tarde pas à développer le même défaut.